# کیکه مائی‌یو
کیکه مائی‌یو (کاتالونیایی: Kike Maíllo؛ ‏کاتالان: [kiˈke məˈiʎu]؛ زادهٔ ۳ ژوئن ۱۹۷۵) کارگردان فیلم و فیلم‌نامه‌نویس اهل اسپانیا است.
از فیلم‌ها یا مجموعه‌های تلویزیونی که وی در آن‌ها نقش داشته‌است، می‌توان به «بزهای فروید» با هنرنمایی تریستان اوجوا و همچنین تورو و دیسکو، ایبیزا، لوکومیا اشاره نمود.